# 安田靖
安田 靖（やすだ やすし、1928年（昭和3年）3月10日 - 2014年（平成26年）12月18日）は、日本の占い師。20歳代末に初代高木乗に入門、師事する。仕事のかたわら四柱推命学研究を進めるが、その独特の鑑定方法（五行図の採用等）のため、初代の死後、二代目高木乗氏と袂を分かつた（破門）。その後も研究活動および四柱推命学教室等を行い、44歳で「日本推命学研究会」を設立、初代会長に就任し、全国規模での四柱推命学教室を展開、また著作活動を行った。
1990年代中頃より「安田流五行推命学」と称し、以前からの活動を続けるも、2003～4年より病気療養生活に入り、事実上の引退となった。「日本推命学研究会」はいくつかの変遷を経た後、2013年「五行推命学研究会」に引き継がれた。名目上ではあるが創設時の会長、病状悪化に伴い名誉会長に就任していた。なお現在の「安田流五行推命学」および「研究会」は、二代目として実息の安田肇が継いでいる。

## 略歴
- 1928年（昭和3年）3月10日戌刻生まれ。
- 1957年（昭和32年）、命理学会に入会。初代・高木乗に師事する。
技術者（一級建築士）として建築会社勤務のかたわら、四柱推命学の研究に入る。
- 1970年（昭和45年）、四柱推命学教室を始める。
- 1972年（昭和47年）、「日本推命学研究会（NSK）」の初代会長に就任。
- 1978年（昭和53年）1月、『実践四柱推命学』を刊行。自身の名義で安田式五行図を初めて紹介した記念碑的処女作。
- 1988年（昭和63年）、定年退職後、全国各地に教室を開設。
通信講座用の四柱推命ビデオを制作。
- 1993年（平成5年）全国初の『 四柱推命学干支早見表』(田村祐碩氏と共著)をA＋A出版より発行。
- 2000年（平成12年）、『四柱推命学（全）五行推命』を東洋書院より発行。
- 2014年（平成26年）12月18日、死去。

## 安田流五行推命学とは
安田流五行推命学の最大の特徴は、安田靖考案の「五行図」の使用である。前述してあるようにこのことで二代目高木乗と袂を分かつた。この時期から正式に「安田流」を名乗るまでのおよそ20年、1990年代中期ごろまでにさまざまな改良が行われ現在の仕様に至っている。
「五行図」は五行の相生・相克とバランスを図形的にあらわし、運の流れも簡便に見取れる工夫がなされている。
五行推命の基本構造は、天干星の並び(組み合わせ)を表、五行のバランス(五行図)を裏として、総合的に命式の特徴を把握し、運命の深奥を読み解くことにある。従って、部分的な星に頼った判断はしない。
以下に、その他の主な特徴を列挙しる。
- 天干星を重んじる。従来の四柱推命は地支を重んじていた。
- 変通星で敗財と劫財を分け、刑・沖・破・害は重んじない。
- 基本的に吉凶星（神殺）は極力排除。天徳星と羊刃のみを取る。
- 蔵干も取らない。代わりに地支による変通星を出している。
- 「裸の四柱推命」シンプルを旨とし、当たらないものは捨てる。
- 一日の区切りは、午前零時とし、節入時刻は取らない。しかし現在は少し方向性が変化している。
- 大運は各年運を取る。等々。

従来の推命では干と干、支と支など、点と点を結ぶが如くの煩雑な五行運用法であったが、五行推命では五行のバランスを俯瞰することに依って命式の本質を総合的に、誰もが一瞬で判断できるようになった。すなわち、主体性の星は何か、何が出たら良いか悪いか、中和する星は何か等、従って何が出たら良いか悪いかを従来の推命で謂う用神と喜忌の問題も容易に解決している。
奥は深いが今後四柱推命を学んでいく初心者に取って間口は広い
ちなみに「安田式五行図」には著作権が存し、「五行推命」は商標登録がなされている。